# Giorgi (famiglia)

Uno degli stemmi più antichi dei Giorgi

La famiglia Giorgi (nelle fonti anche De Giorgi, Georgio, Zorzi o Çorçi, in età rinascimentale anche latinizzato in de Georgiis, successivamente in croato anche Žurgović, più recentemente anche Đurđević (Gjurgjević)) fu una delle più importanti famiglie nobili della Repubblica di Ragusa.

## Storia
|                                                                       |  |  |  |  |  |
| Diversi stemmi della famiglia. L'ultimo è quello del ramo Giorgi-Bona |  |  |  |  |  |

Secondo un'antichissima e più accreditata tradizione, i Giorgi provennero a Ragusa da Roma, ove una famiglia Giorgi risultava iscritta ab antiquo fra la nobiltà; secondo lo studioso Konstantin Jireček avrebbero potuto invece essere di ascendenze cattarine: nelle fonti infatti è citato un Jacobus Georgii de Catarino (fine del XIII secolo), chiamato anche Jacobus Georgii comitis Triphonii. Nel corso dei secoli, i Giorgi si suddivisero in vari rami, fondendosi con le altre famiglie nobili di Ragusa.

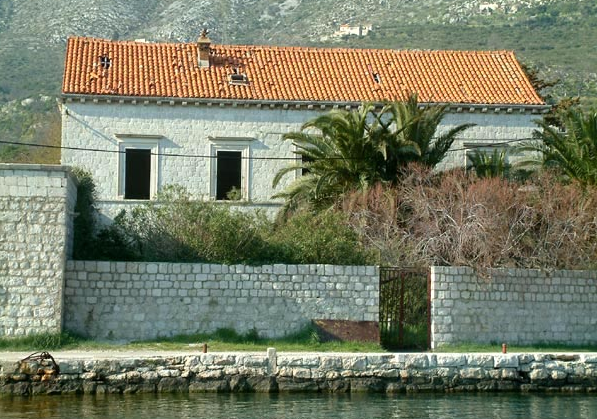
Uno dei palazzi della famiglia Giorgi a Gravosa presso Ragusa

Nel 1370 i Giorgi risultano iscritti nel libro d'oro della Repubblica di Genova. Un Damiano de Giorgi fu al servizio del re ungherese Mattia Corvino, ricevendo l'attribuzione di grandi possedimenti e il diritto di inserire nel proprio stemma il corvo reale.
Lungo tutta la storia della Repubblica di Ragusa, i Giorgi furono sempre fra le casate più ricche ed influenti, ricoprendo nei secoli XIV e XV il 6,50% del totale delle più importanti cariche pubbliche.
Fra il 1440 e il 1640 i Giorgi contarono 109 membri del Maggior Consiglio, pari al 4,95% sul totale. In questi duecento anni, ottennero anche 203 cariche senatoriali (6,21%), 163 volte la carica di Rettore della Repubblica (6,84%), 173 rappresentanti nel Minor Consiglio (6,33%) e 41 volte la carica di Guardiano della Giustizia (4,99%).
L'Almanacco di Gotha li enumera fra le undici famiglie del più antico Patriziato Sovrano Originario della Repubblica ancora residenti in città alla metà del XIX secolo.
Il ramo principale della famiglia risulta estinto a Ragusa nel 1897, i conti Giorgi-Bona nel 1902. Alcuni rami dei Giorgi sopravvissero invece in Italia.

## Personalità notabili (in ordine cronologico)
- Donato Giorgi (? - 1492) - Domenicano, fu insegnante di teologia a Padova fra il 1458 e il 1462, in seguito vicario generale della provincia domenicana della Dalmazia.
- Stefano Giorgi (1579 - 1632) - Poeta e scrittore, condusse una vita molto turbolenta, venendo pure coinvolto in una celebre congiura per rovesciare il governo della Repubblica.
- Bernardo Giorgi (? - 1687) - Gesuita e canonico della Cattedrale di Ragusa, fu poeta e cultore di storia. Ha lasciato una collazione di documenti dal titolo Monumenta varia Cathedralis Ragusinae e vari componimenti per lo più inediti.
- Ignazio Giorgi (1675 - 1737) - Figlio di un Bernardo Giorgi civile la cui nobiltà venne riconosciuta solamente dopo il terremoto del 1667, fu uno dei più importanti letterati e storici ragusei.